# Phyllachora pachinensis
Phyllachora pachinensis är en svampart som beskrevs av Sawada 1943. Phyllachora pachinensis ingår i släktet Phyllachora och familjen Phyllachoraceae.   Inga underarter finns listade i Catalogue of Life.